# Jüdische Gemeinde Menzingen
Die Jüdische Gemeinde in Menzingen, einem Ortsteil der Gemeinde Kraichtal im Landkreis Karlsruhe in Baden-Württemberg, entstand im 16. Jahrhundert und existierte bis 1921.

## Geschichte
Juden werden erstmals 1546 in Menzingen genannt. Nach den Abwanderungen während des Dreißigjährigen Krieges kamen einige Familien wieder zurück. Die jüdische Gemeinde besaß eine Synagoge, eine Religionsschule und ein rituelles Bad (Mikwe). Die Toten der jüdischen Gemeinde wurden auf dem jüdischen Friedhof in Oberöwisheim bestattet. Die jüdische Gemeinde hatten einen Lehrer angestellt, der zugleich als Vorbeter und Schochet tätig war. Der Lehrer Eisenberger wird 1903 genannt, er war möglicherweise der letzte Lehrer der Gemeinde. Seit 1827 gehörte die jüdische Gemeinde Menzingen zum Bezirksrabbinat Bretten. Sie wurde offiziell am 7. Dezember 1921 aufgelöst. 

## Zeit des Nationalsozialismus
Bis nach 1933 besaß Josef Stiefel ein Lebensmittel- und Manufakturwarengeschäft in der Heilbronner Straße 19. Er wanderte 1938 mit seiner Familie in die USA aus, nachdem er im Zusammenhang mit dem Novemberpogrom 1938 einige Tage im KZ Dachau interniert worden war.
Das Gedenkbuch des Bundesarchivs verzeichnet 31 in Menzingen geborene jüdische Bürger, die dem Völkermord des nationalsozialistischen Regimes zum Opfer fielen.

## Gemeindeentwicklung
| Jahr    | Gemeindemitglieder |  |
| ------- | ------------------ |  |
| 1800    | 74                 |  |
| 1825    | 78                 |  |
| 1836    | 89                 |  |
| 1838    | 98                 |  |
| um 1864 | 116                |  |
| 1871    | 94                 |  |
| 1880    | 67                 |  |
| 1890    | 84                 |  |
| 1900    | 73                 |  |
| 1905    | 40                 |  |
| 1910    | 19                 |  |
| 1925    | 6                  |  |
| 1933    | 7                  |  |